# Gai Assulin
Gai Yigaal Assulin (em hebraico, גיא אסולין0), mais conhecido como Gai Assulin, ou simplesmente Assulin (Nahariya, 9 de abril de 1991), é um futebolista israelense naturalizado espanhol que atua como meia e atacante. Atualmente joga pelo Sabadell.

## Carreira
Pode atuar como meia e atacante. Até 2010, defendia o Barcelona, e com o fim de seu contrato, foi para a Inglaterra assinar contrato com o Manchester City. Durante sua passagem pelo futebol inglês, foi muito prejudicado por dois fatores. Primeiro, devido a uma lesão no joelho, que adiou o acerto, feito em 13 de dezembro de 2010, quando assinou um contrato de dois anos e meio. Depois disso, a concorrência dos grandes jogadores que foram contratados em seguida para o setor, como David Silva, Samir Nasri e Sergio "Kun" Agüero.
Assulin acabou não vingando no Manchester City, onde não disputou uma partida sequer, e em 11 de julho de 2012 acertou com o Racing Santander, da Espanha.